# واین فرام تییرز
واین فرام تییرز (به انگلیسی: Wine From Tears) یک گروه موسیقی در سبک دث-دوم متال اهل روسیه است که در سال ۲۰۰۲ در سامارا تأسیس شد.